# Mistr Smíškovské kaple

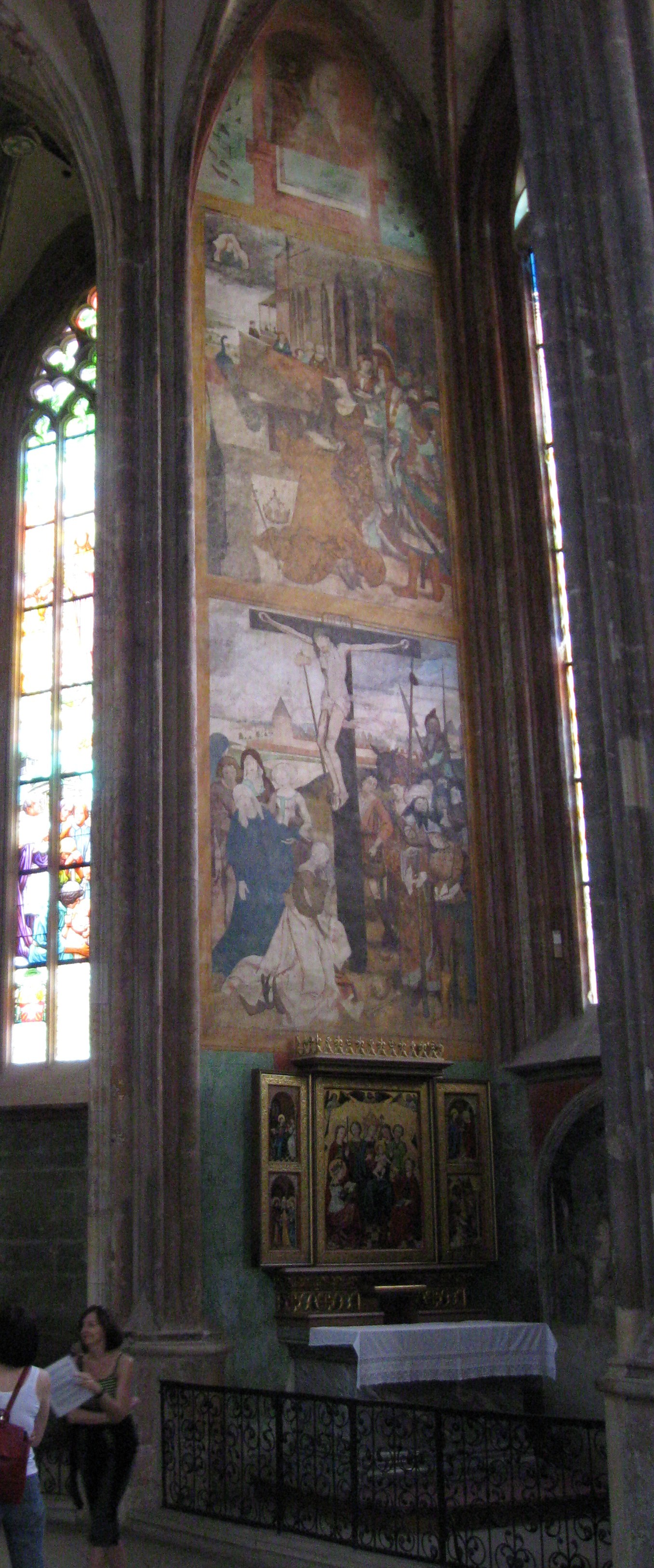
Levá část Smíškovské kaple s pozdně gotickým tryptichem od Mistra svatojiřského oltáře (kolem 1480)

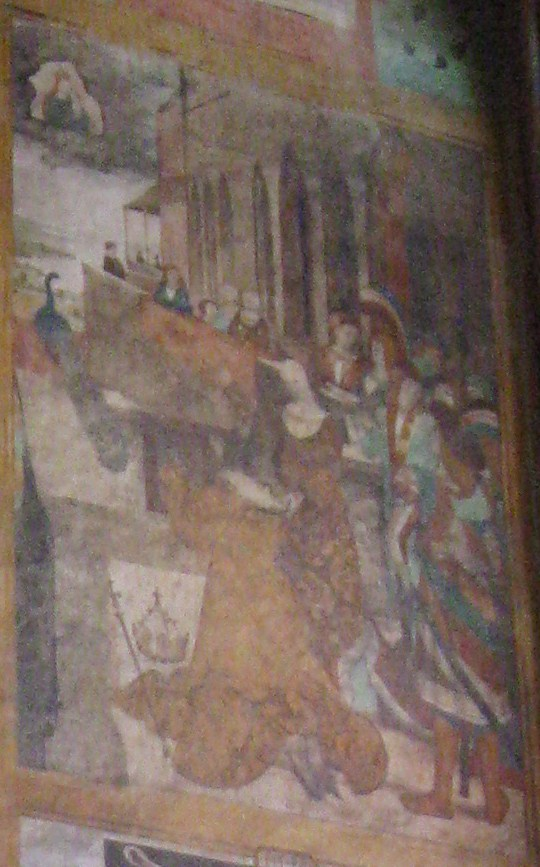
Sibylla Tiburská ukazuje klečícímu císaři Augustovi zjevení Panny Marie zvěstující příchod Spasitele

Mistr Smíškovské kaple je označení pro neznámého gotického malíře, který vymaloval jednu z chórových kaplí chrámu svaté Barbory v Kutné Hoře na náklady Michala Smíška z Vrchovišť. Smíšek z Vrchovišť byl český šlechtic, který kapli roku 1485 koupil a nechal ji mezi lety 1485 až 1492 vyzdobit souborem fresek od neznámého mistra.
Na čelní straně pod vitrážovým oknem je zobrazena příprava mešní oběti, vpravo dole pak znak Smíšků se skříňkami na liturgické náčiní, výše pak královna ze Sáby, brodící se potokem vstříc králi Šalomounovi; nejvýše pak Trajanův soud s donátory. Na levé stěně je dole vyobrazeno ukřižování Krista, výše pak Sibylla Tiburská ukazující císaři Augustovi výjev Panny Marie; v nejvyšším poli pak postava sv. Jakuba Menšího a postava Krista.